# کر (ساز)
کُر (به فرانسوی: cor) یا هورن (به انگلیسی: horn) یا فرنچ هورن (به انگلیسی: French horn) نام‌های سازی است از خانواده سازهای بادی برنجی.

## تاریخچه
این ساز در سال ۱۶۵۰ میلادی در فرانسه از روی شیپور شکار ساخته شد. به همین دلیل در کشورهای انگلیسی‌زبان به فرنچ هورن (شیپور فرانسوی) معروف است، اگرچه بیشتر نوازندگان آن را فقط هورن می‌نامند. خود فرانسوی‌ها به آن کُر می‌گویند.

## ویژگی
- این ساز از لوله‌ای نسبتاً طولانی درست می‌شود که برای سادگی دست گرفتن و نواختن آن را به صورت مارپیچ خم می‌کنند.
- کلیدهایی برای کوتاه و بلند کردن طول لوله نیز روی آن نصب شده‌است. زیری و بمی نت‌ها در این ساز توسط فشار هوایی که وارد دهانه شده و کلیدها که به دریچه‌ها و لوله‌ها متصل هستند، ایجاد می‌شود. همچنین این زیری و بمی نت‌ها را می‌توان با قرار دادن دست بر روی بخش زنگ مانند ساز تنظیم کرد.
- قطر لوله این ساز مانند کورنت یا ساکسوفون به‌تدریج گشاد می‌شود، یعنی لوله آن در نزدیک دهنی باریک است و به طرف انتهای ساز گشادتر می‌شود.
- از دسته سازهای انتقالی محسوب می‌شود.
- رایج‌ترین نوع هورن ” هورن فا می‌باشد که یک پنجم درست (۳/۵پرده) بم تر از نت نوشته شده صدا می‌دهد.
- نت این ساز را با کلید فا حط چهارم (اصوات منطقه بم این ساز) و کلید سل (اصوات منطقه زیر این ساز) می‌نویسند.

## نگارخانه

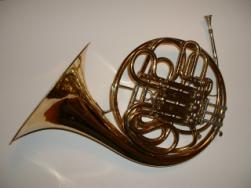
دوبل هورن
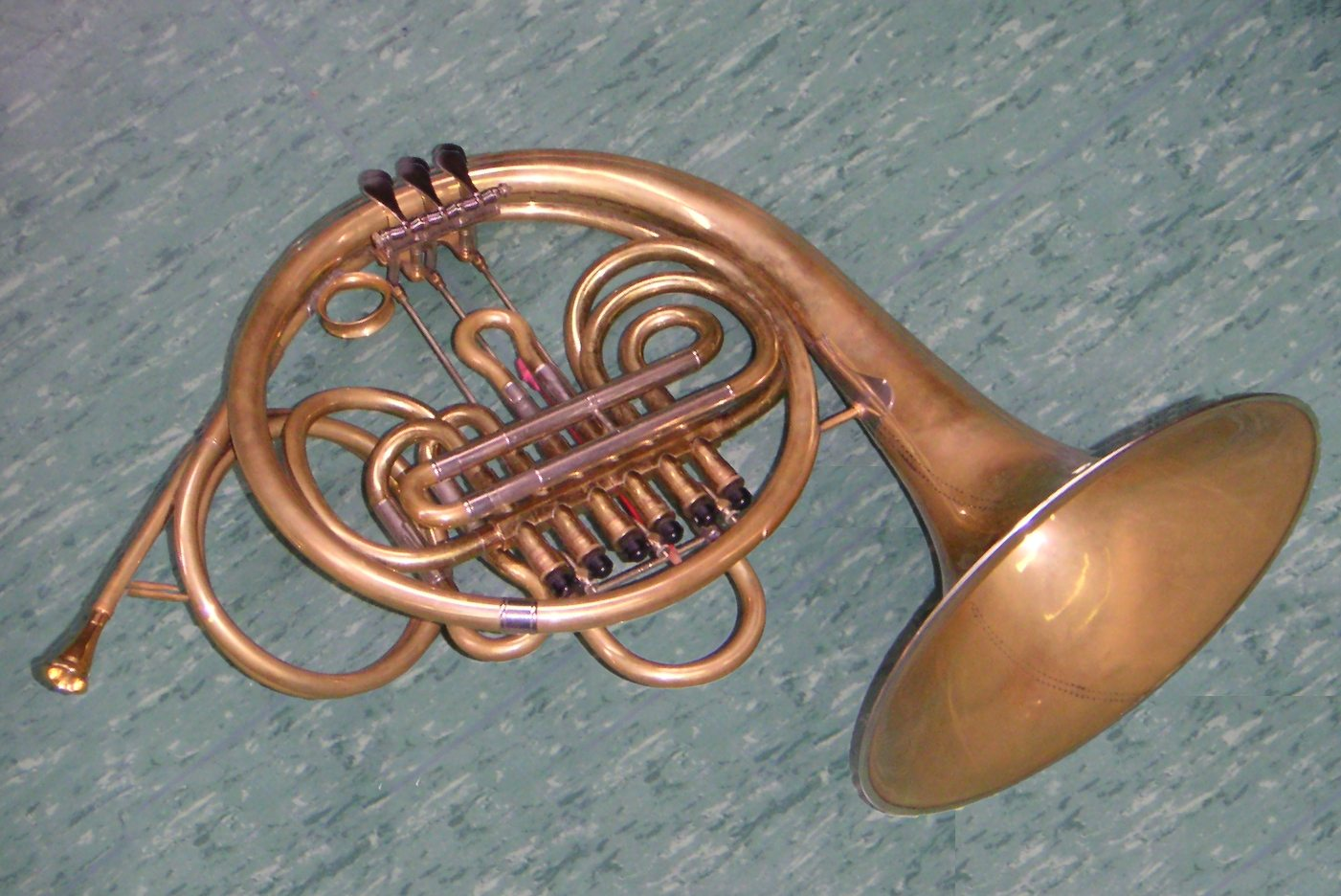
هورن وین
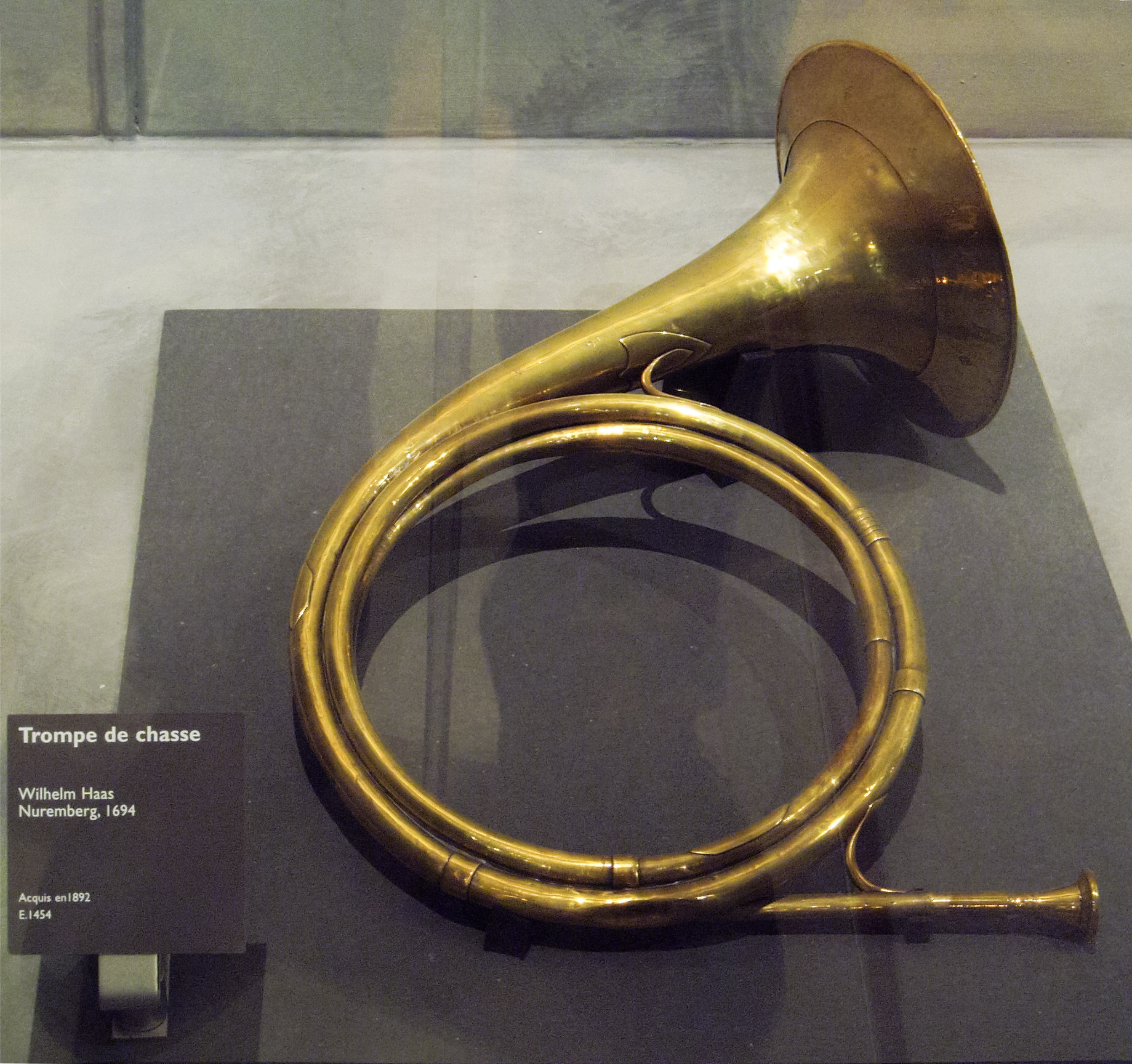
هورن هانتینگ یا شکاری
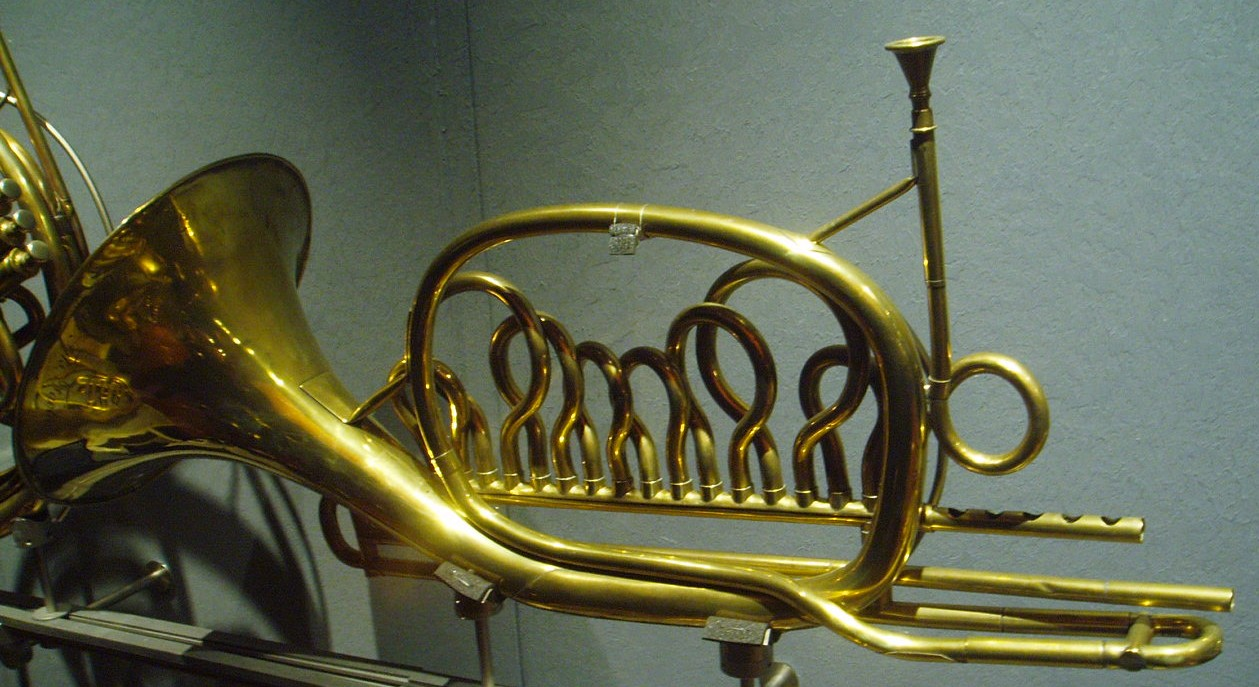
هورن امنیتونیک فرانسوی
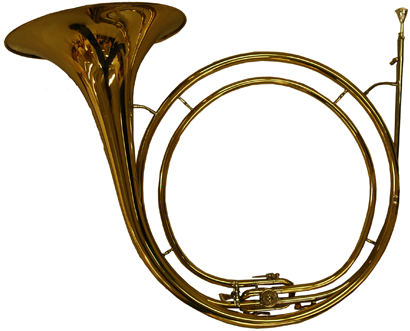
هورن هانتینگ در می بمل ماژور
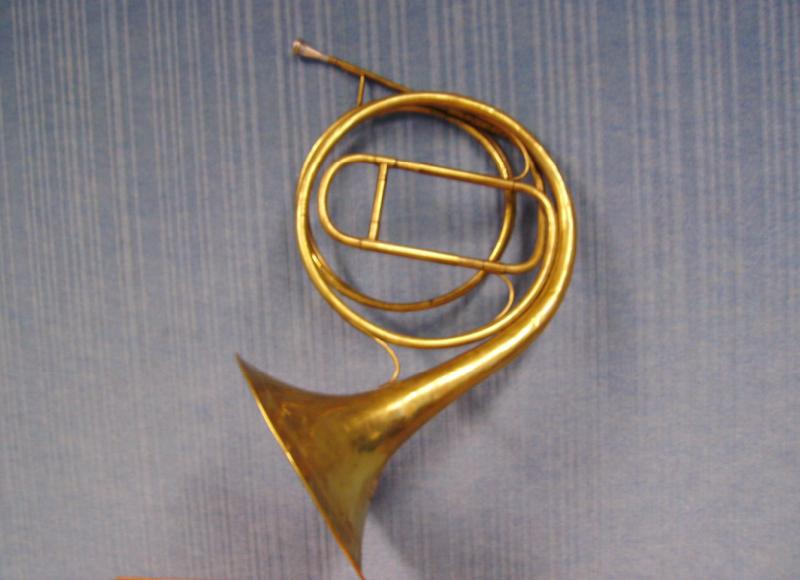
یک هورن معمولی
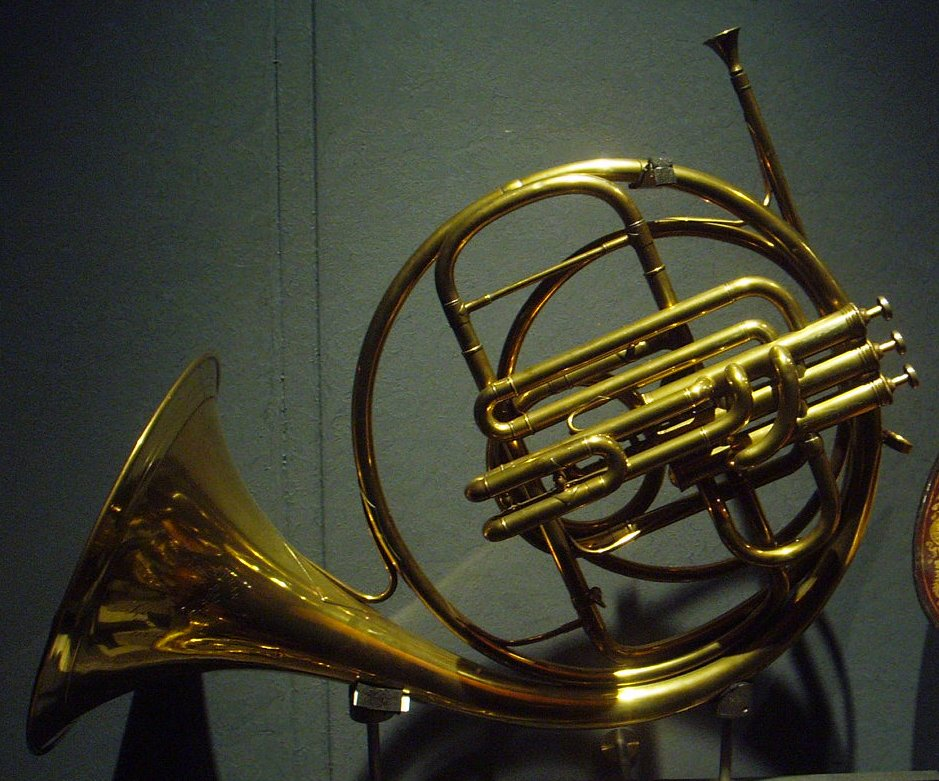
یک هورن قدیمی، ساخت فرانسه، می بمل ماژور